# 2007 en Irak
Cet article présente les faits marquants de l'année 2007 en Irak.

## Évènements

### Janvier
- Lundi 1er janvier : Rassemblement populaire à Tikrit, en hommage à Saddam Hussein, pendu le 30 décembre 2006. D'autres rassemblement ont lieu dans les villes à majorité sunnite du pays, mais aussi dans d'autres villes du monde arabe sunnite.
- Vendredi 5 janvier : Le général David Petraeus est nommé à la tête des troupes américaines en Irak en remplacement du général George Casey  et Ryan Crocker est nommé ambassadeur des États-Unis à Bagdad, en remplacement de Zalmay Khalilzad.
- Lundi 8 janvier : Réouverture du deuxième procès du régime de Saddam Hussein concernant l'opération Al-Anfal qui sévit en 1987-1988 contre le Kurdistan.

- Mercredi 10 janvier : Le Président George W. Bush annonce l'envoi de 21 700 soldats américains supplémentaires en déclarant : « Le défi en cours, à travers le Moyen-Orient élargi, est davantage qu'un conflit militaire. C'est l'affrontement idéologique décisif de notre temps. D'un côté, il y a ceux qui croient à la liberté et à la modération; de l'autre, des extrémistes qui tuent les innocents et qui ont annoncé leur intention de détruire notre mode de vie... »
- Lundi 15 janvier : Pendaison de Bazan al-Takriti (demi-frère de Saddam Hussein) et de Awad al-Bandar, ancien président du tribunal révolutionnaire.
- Mardi 30 janvier : Attentat anti-chiite, le jour de l'Achoura, dans le village de Dour Mandali.

### Février
- Samedi 3 février :
  - Au moins 130 morts et 305 blessés dans un attentat sur une place de marché dans le quartier Chiite de Sadriyah à Bagdad.
  - Selon une évaluation des Nations unies, près de trois mille civils irakiens ont été tués par des attentats pendant le seul mois de janvier.

### Mars
- Mardi 6 mars : une série d'attentats visant des pèlerins chiites fait plus de 140 morts à Hilla et Bagdad. Le même jour, à Mossoul, des hommes armés attaquent une prison et libèrent 140 détenus.
- Samedi 10 mars :
  - À Bagdad, Conférence internationale de « soutien au processus politique ». Y participent, des représentants du gouvernement irakien, des États-Unis, de l'Iran et de la Syrie.
  - Des tirs d'obus ont lieu à proximité du camp retranché où a lieu la conférence internationale et un attentat-suicide cause la mort de 26 personnes.
- Mardi 20 mars : L'ancien vice-président Taha Yassine Ramadan est pendu à Bagdad.
- Jeudi 22 mars : Le secrétaire général de l'ONU est en visite officielle à Bagdad, alors qu'un obus de mortier explose très près du siège des services du Premier ministre irakien, Nouri al-Maliki, au moment même où il est en train d'expliquer que cette visite est « un message destiné au monde, qui confirme que Bagdad (...) a fait d'importants progrès sur la voie de la stabilité. »
- Vendredi 23 mars : Un double attentat-suicide blesse grièvement le vice-Premier ministre Salam al-Zobaïe et cause la mort de neuf personnes dont le frère du ministre.

### Avril
- Jeudi 12 avril : À Bagdad, deux attentats-suicides. Le premier, avec un camion piégé, détruit le pont Al-Sarafiya, l'un des plus fréquentés et cause la mort de 10 personnes. L'autre, détruit la cafétéria du Conseil représentatif (Parlement), situé au cœur de la « zone verte » très protégée, causant la mort de 8 personnes dont 3 députés.

### Mai
- Jeudi 3 mai : Ouverture de la deuxième conférence internationale sur l'Irak dans la station balnéaire égyptienne de Charm el-Cheikh, jusqu'au 4 mai.

### Juin
- Mercredi 13 juin : Destruction des deux minarets de la mosquée d'Or de Samarra, dont le dôme avait déjà été détruit lors d'un premier attentat le 22 février 2006.

### Septembre
- Mardi 18 septembre : assassinat de Cheikh Abdul Sattar Abou Richa, chef des tribus sunnites ralliées aux Américains (Sahwa) dans la province d'Al-Anbar[1].

### Octobre
- Lundi 1er octobre : Fin des opérations menées par les Américains et les forces gouvernementales contre les groupes insurgés dans la province de Diyala.